# Andreas Marggraf
Andreas Marggraf   (Berlín, 3 de març de 1709 - Berlín, 7 d'agost de 1782) Andreas Sigismund Marggraf va ser un químic alemany i pioner de la química analítica des de Berlín, ciutat que aleshores era la capital de Margraviat de Brandenburg, dins de l'Imperi Romanogermànic. Aïllà el zinc l'any 1746 escalfant la calamina i el carboni. El 1747, Marggraf anuncià el descobriment del sucre en la remolatxa i va idear un mètode per la seva extracció fent servir alcohol. El seu alumne Franz Achard més tard ideà un mètode industrial per extreure el sucre en la seva forma pura. Marggraf també és citat com el descobridor de l'àcid fòrmic i l'àcid fosfòric, encara que aquest segon descobriment s'atribueix també a Robert Boyle i l'àcid fòrmic és més probable que fos descobert per John Ray.

## Biografia
Andreas Sigismund Marggraf era fill del faramacèutic Henning Christian Marggraf (1680–1754), qui tenia una farmàcia a Berlín. Andreas estudià amb Caspar Neuman a Berlín. Assistí a lliçons a la Universitat de Halle i se centrà en la química però el 1760 presidí la secció de Física a la Societät der Wissenschaften into the Akademie der Wissenschaften (Acadèmia Prussiana de les Ciències) es va retirar l'any 1781.

## Obra
Marggraf introduí diversos nous mètodes en la química experimental. Va fer servir la precipitació química com a mètode d'anàlisi com en l'ús del blau de Prússia per detectar el ferro. El principal assoliment de Marggraf en la química inorgànica inclou la millora en la producció de fòsfor a partir de l'orina i la detecció de sals alcalina-metàl·liques en la cendra de les plantes i la seva identificació en el test de la flama. La seva extracció del sucre de les arrels de la remolatxa, que abans només estava disponible a partir de la canya de sucre, va ser el punt de partida de la indústria sucrera a Europa. Va ser el seu alumne Franz Achard, qui completà el seu treball i va desenvolupar un mètode econòmic d'extracció de sucre. Altres alumnes de Marggraf inclouen Johann Gottlob Lehmann, Franz Carl Achard i probablement Valentin Rose el Vell i Martin Heinrich Klaproth.

## Aïllament del zinc
Marggraf aïllà el zinc l'any 1746 escalfant una mescla de calamina i carboni en un recinte tancat sense coure. Ell no sabia que aquest procés ja havia estat desenvolupat i patentat per William Champion a Anglaterra al voltant de 1738–1740 i per Anton von Swab a Suècia cap a 1742. Marggraf tanmateix describí el procés detlladament i establí la teoria bàsica, per la qual cosa sovint és citat com l'aillador del zinc. TAquest porcés es va practicar comercialment l'any 1752.